# UJ-22 Airborne
UJ-22 Airborne — багатоцільовий безпілотний авіаційний комплекс виробництва українського підприємства «УкрДжет». Здатний нести некеровані авіаційні бомби (82-мм міни) для ураження живої сили, бронетехніки та наземних об'єктів. Вперше був представлений 16 червня 2021 року на міжнародній виставці озброєнь «Зброя та безпека — 2021».

## Технічні характеристики
Джерела даних: Мілітарний, Укрспецекспорт
- Радіус дії з передачею даних в режимі реального часу: 100 км
- Максимальний радіус дії (в автономному режимі): 800 км
- Максимальна злітна вага: 85 кг
- Загальна довжина: 3300 мм
- Розмах крил: 4600 мм
- Двигун: бензиновий двотактний
- Швидкість БпЛА, км/год:
  - крейсерська 120 км
  - максимальна 160 км
  - мінімальна 90 км
- Мінімальна висота польоту: 50 м
- Максимальна висота польоту: 6000 м
- Максимальна тривалість польоту: 7 год
- Максимальна тривалість роботи НСУ: 24/7 год
- Діапазон робочих температур: -40/+50°С
- Вага корисного навантаження: до 20 кг
- Середній час розгортання БпАК у робочий стан: 10 хв
- Середній час згортання БпАК для транспортування: 5 хв
- Середній час підготовки БпЛА до повторного пуску: 3 хв
- Зліт та посадка з майданчиків з різним типом покриття: так
- Метеоумови використання: прості та складні
- Зовнішній екіпаж: 4 особи

## Бойове застосування
28 лютого 2023 було повідомлено про знайдений безпілотник поблизу селища Губастово (неподалік міста Коломна) у Московській області за 460 км від кордону з Україною в якому впізнали український UJ-22 Airborne. Місце падіння літального апарата знаходиться на відстані близько 100 км від Москви.
Станом на 30 січня 2025 року редактори Oryx Blog знайшли фото чи відео підтвердження безповоротної втрати Україною 2 БПЛА UJ-22 Airborne.